# Partidos políticos de Alemania
Desde la fundación de la República Federal de Alemania en 1949, en Alemania los partidos políticos están reconocidos en la Constitución alemana. De esta forma se refuerza a estas instituciones como garantes de la democracia.
En la actual legislatura, existen siete fuerzas políticas con representación en el parlamento alemán (Bundestag): la Unión —que incluye a la Unión Demócrata Cristiana (Christlich-Demokratische Union, CDU) y la Unión Social Cristiana (Christlich-Soziale Union, CSU, que solo existe en Baviera)—, de centro-derecha; el Partido Socialdemócrata de Alemania (Sozialdemokratische Partei Deutschlands, SPD), de centro-izquierda; Alianza 90/Los Verdes (Bündnis 90 / Die Grünen), ecologista y de centro-izquierda; el nacional-conservador Alternativa para Alemania (Alternative für Deutschland, AfD); el liberal de centro Partido Democrático Libre (Freie Demokratische Partei, FDP); el partido La Izquierda (Die Linke), poscomunista; y la regionalista Asociación de Votantes del Schleswig Meridional (Südschleswigscher Wählerverband, SSW).
El sistema electoral alemán, basado sobre todo en el escrutinio proporcional, solo admite representación parlamentaria a los partidos que hayan obtenido al menos un 5% del total de los votos. Esto ha garantizado un notable grado de estabilidad en el sistema de partidos a lo largo de la historia de la República Federal, aunque también permitió el establecimiento de nuevas fuerzas políticas. Así, el sistema de tres partidos (los dos "grandes", CDU/CSU y SPD, y el "pequeño" FDP) existente desde inicios de los años 60, fue sustituido por uno de cuatro partidos (CDU/CSU, SPD, FDP, Verdes) desde los 80. Finalmente, desde las elecciones de 2005, el sistema de partidos volvió a ampliarse con la consolidación de La Izquierda como quinto partido, y a partir de las elecciones federales de 2017 ocurrió lo mismo con la AfD.
Aparte de estas formaciones, en la actualidad solo unas pocas fuerzas más tienen una cierta relevancia en la política alemana, a través de su representación en los parlamentos regionales.
A causa del papel central de los partidos en la vida política, un partido político alemán solo pueden ser prohibido si el Tribunal Constitucional Federal concluye que persigue la abolición del "orden fundamental liberal-democrático" de la República Federal. Desde 1949, solo dos partidos alemanes fueron prohibidos: el Partido Socialista del Reich, de ideología nacionalsocialista, en 1952, y el Partido Comunista de Alemania en 1956.
Según la Ley de Partidos de 1967, los partidos políticos tienen determinadas funciones, algunas irrenunciables, dentro de las cuales estarían: el reclutamiento de políticos, formación de gobierno, agregación y articulación de intereses y oponiones. un partido que no concurra durante seis años seguidos a unas elecciones generales o de Land, pierde su condición. Deben de tener estos un carácter de democracia defensiva, esta característica se ve en la autorización para crear partidos políticos otorgada por las fuerzas de ocupación aliadas, que solo concedieron la autorización a los partidos políticos que se habían caracterizado como antifascistas. En los años 90, se habla de "enojo político" que se caracteriza por el creciente descontento ciudadano con los partidos políticos, con el consiguiente descenso de la participación electoral.
La construcción del sistema de partidos alemán es fruto de un conjunto de conflictos (burgueses y obreros, mundo agrario y mundo industrial...) y de estos conflictos salen los principales partidos. En la actualidad están representados parlamentariamente seis grandes partidos. Este sistema de partidos se desarrolló bajo el control de las potencias de ocupación. Hubo continuidad con lo que representaba la historia de Alemania, pero hubo algunas diferencias respecto a la República de Weimar. Las tendencias federalizantes condujeron a la formación de partidos regionalistas.
La nivelación social alcanzada por el desarrollo económico de posguerra, permitió una concentración del voto en tres partidos (CDU,SPD, FDP). El carácter de la RFA como país frontera con el este de Europa limitaba las posibilidades de un radicalismo de izquierdas. La señal característica del sistema de partidos alemán es la idea de una gran coalición entre las dos principales fuerzas políticas. Esto se dio en 1966 para evitar la ingobernabilidad y también en 2006. Esto se logra gracias a la des-ideologización de partidos. Las razones para poner esto en marcha fueron mayoritariamente económicas.

## Partidos con representación en el Bundestag

### Partido Socialdemócrata de Alemania(Sozialdemokratische Partei Deutschlands,SPD)
Es la mayor fuerza alemana de centro-izquierda. Con sus partidos predecesores, existe desde 1863 siendo el partido más antiguo de Alemania y uno de los primeros de la socialdemocracia internacional. Prohibido durante el nacionalsocialismo y refundado después de la Segunda Guerra Mundial, el SPD evolucionó hacia el centro político sobre todo a partir de su programa de Bad Godesberg en 1959, en el que renunció a la dogmática marxista. Desde 2003, el SPD llevó adelante la llamada Agenda 2010, unas reformas socioeconómicas de corte neoliberal que provocaron una escisión de su ala izquierda. El SPD puso los cancilleres Willy Brandt (1969-1974), Helmut Schmidt (1974-1982) y Gerhard Schröder (1998-2005) y participó como socio minoritario en gobiernos de gran coalición en 1966-1969 y 2005-2009. El líder actual del partido es Olaf Scholz, canciller desde 2021. En las elecciones federales de 2021, obtuvo el 25.7% de los votos (206 escaños). Pertenece al Partido Socialista Europeo y tiene 16 eurodiputados. Su fundación es la Fundación Friedrich Ebert. Se los representa con el color rojo.

### Unión Demócrata Cristiana(Christlich-Demokratische Union,CDU)
Es un partido de tendencia liberal-conservadora y democristiana. Se presenta en todo el país, a excepción del estado federado de Baviera, donde existe su partido hermanado CSU. Fundada después de la Segunda Guerra Mundial, la CDU se basó sobre todo en el electorado del anterior Partido de Centro (un partido católico de la República de Weimar), pero consiguió abrirse también al electorado conservador protestante. Desde los años 80 ha ido acercándose a posiciones más liberales tanto en política social como económica. La CDU es el partido que durante más tiempo ha gobernado en Alemania, poniendo los cancilleres Konrad Adenauer (1949-1963), Ludwig Erhard (1963-1966), Kurt Georg Kiesinger (1966-1969), Helmut Kohl (1982-1998) y Angela Merkel (2005-2021). El actual presidente del partido desde 2022 es Friedrich Merz. En las elecciones de 2021, la CDU obtuvo el 18.9% de los votos (152 escaños). A escala europea pertenece al Partido Popular Europeo y tiene 23 escaños en el Parlamento Europeo. Su fundación es la Fundación Konrad Adenauer. Se los representa con el color naranja, pero cuando está en coalición con su par bávaro se le representa con el negro.

### Unión Social Cristiana de Baviera(Christlich-Soziale Union in Bayern,CSU)
Es un partido democristiano y regionalista de Baviera. Mientras la CSU solo se presenta en el estado federado de Baviera, la CDU está presente en todo el resto del país. De ideología similar, la CSU recogió además buena parte del regionalismo bávaro. Esto le permitió gobernar este estado federado con mayoría absoluta casi ininterrumpidamente desde el final de la Segunda Guerra Mundial, logrando hasta el 60,7% de votos en las elecciones regionales de 2003. Sin embargo, en las elecciones bávaras de 2008 cayó al 43%, lo cual supuso la pérdida de la mayoría absoluta, por primera vez en más de cuarenta años, aunque logró recuperarla en las elecciones regionales de 2013. No obstante, la CSU perdió nuevamente la mayoría absoluta en las elecciones de 2018, debiendo formar un gobierno de coalición con los Freie Wähler. Actualmente, el presidente del partido es Markus Söder. En las elecciones al Bundestag de 2017, donde CDU y CSU forman un grupo conjunto, la CSU consiguió alrededor del 32% de los votos bávaros, correspondiendo al 5,2% de los votos totales (45 escaños). A escala europea, pertenece al Partido Popular Europeo y tiene 6 eurodiputados. Su fundación es la Fundación Hanns Seidel. Se le representa con el color azul individualmente, y negro como parte de la CDU/CSU.

### Los Verdes(Die Grünen,GRÜNE)
Surgió en 1980, representando sobre todo a los "nuevos movimientos sociales" nacidos en Alemania durante los años setenta: el ecologismo, el pacifismo, el feminismo, etc. Después de la reunificación alemana en 1990, fusionaron con el movimiento de derechos civiles de la Alemania oriental Alianza 90, rebautozándose como Alianza 90 / Los Verdes (Bündnis 90 / Die Grünen). Sin embargo, Los Verdes siguen siendo un partido votado mayoritariamente en el oeste del país. De sus orígenes en la izquierda radical, en la actualidad se han acercado al centro del espectro político alemán, participando en el gobierno federal de 1998 a 2005. Combinan el ecologismo con posiciones liberales en derechos civiles. Tradicionalmente, Los Verdes tienen dos presidentes para garantizar la paridad de género. En la actualidad, son Annalena Baerbock y
Robert Habeck. En las elecciones federales de 2021, Los Verdes consiguieron el 14.8% de votos (118 escaños); a escala europea pertenecen al Partido Verde Europeo y tienen 21 diputados en el Parlamento Europeo. Su fundación es la Fundación Heinrich Böll. Se los representa con el color verde.

### Partido Democrático Libre(Freie Demokratische Partei,FDP)
Es un partido liberal fundado después de la Segunda Guerra Mundial con el objetivo de abarcar todo el movimiento liberal alemán. Desde finales de los años 50, la importancia del FDP se debía sobre todo al papel que solía ejercer en las elecciones como partido llave o bisagra, formando coaliciones de gobierno tanto con la CDU/CSU (1949-1966 y 1982-1998) como con el SPD (1969-1982). El FDP defiende posiciones liberales tanto en materia económica como en derechos civiles. Desde 1998 estuvo en la oposición, donde bajo el presidente Guido Westerwelle el partido se acercó cada vez más a posiciones netamente neoliberales. En las elecciones federales de 2005 obtuvo el 9,8% de votos (61 escaños). Cosecha 90 asientos tras las elecciones de 2009 consolidándose como tercer partido y formando gobierno junto a CDU/CSU bajo la cancillería de Ángela Merkel, sin embargo, para las elecciones federales de 2013 el partido cae en popularidad al punto que no obtiene representación parlamentaria por primera vez en su historia. Cuatro años después consigue volver al Bundestag con un 10.7% de los votos y 80 escaños, bajo el liderazgo de Christian Lindner. En las elecciones de 2021, aumentó su votación al 11,5% y obtuvo 92 escaños. A escala europea se inscribe en el Partido Europeo Liberal Demócrata Reformista y tiene 5 diputados en el Parlamento Europeo. Su fundación es la Fundación Friedrich Naumann para la Libertad. Se les representa con el color amarillo.

### Alternativa para Alemania(Alternative für Deutschland,AfD)
Es un partido nacional-conservador y euroescéptico que busca limitar la inmigración y sacar a Alemania de la Eurozona y de la Unión Europea, así como restaurar el uso del marco alemán. Obtuvo un 10.3% en las elecciones federales de 2021, obteniendo 83 escaños. Además, dispone de 11 eurodiputados. Su fundación es la Fundación Desiderius Erasmus. Se le identifica con el color celeste.

### La Izquierda(Die Linke,LINKE)
Es un partido poscomunista, surgido en 2007 por la fusión entre el Partido de la Izquierda (Die Linkspartei) —partido heredero del antiguo Partido Socialista Unificado de la RDA— y la WASG, un grupo escindido del ala izquierda del SPD. Mientras el Partido de la Izquierda —previamente conocido como Partido del Socialismo Democrático (PDS)— siempre había sido uno de los partidos más votados en el este de Alemania desde 1990, solo logró consolidarse en el oeste del país poco antes de la fusión con la WASG. Los líderes del partido son Ines Schwerdtner y Jan van Aken. En las elecciones federales de 2021, obtuvo el 4,9% de los votos (39 escaños, gracias a la cláusula del mandato básico).  A escala europea La Izquierda es miembro del Partido de la Izquierda Europea y tiene 5 escaños en el Parlamento Europeo. Su fundación es la Fundación Rosa Luxemburgo. Su color oficial es el rojo, aunque suele representársele con el púrpura en los gráficos de la prensa alemana.

### Alianza Sahra Wagenknecht-Por la Razón y la Justicia(Bündnis Sahra Wagenknecht-Vernunft und Gerechtigkeit,BSW)
Es un partido político fundado en 2024 por exmiembros de La Izquierda, a partir de una organización del mismo nombre establecida en octubre de 2023. Liderado por Sahra Wagenknecht, es un partido económicamente de izquierda pero socialmente conservador. Forma parte de los gobiernos estatales de Brandeburgo y Turingia.

### LaAsociación de Votantes del Schleswig Meridional(Südschleswigscher Wählerverband,SSW)
Es el partido de la minoría danesa en el estado federado de Schleswig-Holstein. Junto al pequeño partido de la minoría sorbia (Alianza Lusaciana), la SSW es el único partido en Alemania que representa a una minoría nacional. A causa de ello, según las leyes electorales federal de Alemania y regional de Schleswig-Holstein, no se le aplica la "cláusula del 5%" que evita la entrada al parlamento de los partidos que hayan obtenido menos del 5% de los votos. Por lo tanto, la SSW casi siempre ha estado presente en el parlamento regional de Schleswig-Holstein; en las elecciones regionales de 2017, obtuvo el 3,3% de los votos y tres escaños. Desde 1965 hasta 2017 no se presentó a las elecciones federales. En las elecciones de 2021 volvió a hacerlo y obtuvo un escaño.

### Fundaciones políticas alemanas
Todo partido político alemán con representación en el Bundestag se vuelve acreedor al derecho de crear una fundación política financiada por el Estado que promueva los valores democráticos y su propia ideología política internacionalmente. Los seis partidos principales del país tienen una cada uno. El presupuesto de las mismas es proporcional a su tamaño en el Parlamento.

## Partidos sin representación en el Bundestag
Además de los partidos arriba mencionados, solo algunos más tienen representación parlamentaria en algún estado federado. Aunque ocasionalmente estos partidos influyen en el debate público, ninguno de ellos desempeña un papel de mayor relevancia en la opinión pública alemana.

### Partidos de extrema derecha
- Fundado por antiguos miembros del NSDAP después de la Segunda Guerra Mundial, el partido La Patria (Die Heimat), conocido hasta 2023 como Partido Nacionaldemócrata de Alemania (Nationaldemokratische Partei Deutschlands, NPD) es considerado el partido de derecha más extremista de Alemania. Un intento de prohibirlo iniciado en 2001 por el gobierno de Gerhard Schröder fracasó en el 2004, después de conocerse que toda la cúpula del NPD estaba infiltrada por miembros de los servicios secretos alemanes. En 2017 fracasó otro intento de ilegalizar el partido. En las elecciones federales de 2013, el NPD consiguió el 1,3% de votos, y cinco años después un 0,4%. Pertenece a la Alianza por la Paz y la Libertad, una alianza de partidos de extrema derecha.

### Partidos de extrema izquierda
- El Partido Comunista Alemán (Deutsche Kommunistische Partei, DKP) es un partido comunista fundado en Alemania Occidental en 1968, como sustituto del Partido Comunista de Alemania (KPD), ilegalizado por el Tribunal Federal en 1956. Nunca obtuvo más del 0,3% de votos en elecciones federales y no tiene representación parlamentaria en ningún estado federado. En las elecciones de 2005, el DKP no se presentó, sino que incluyó algunos de sus miembros como "independientes" en la lista de La Izquierda.
- El Partido Marxista-Leninista de Alemania (Marxistisch-Leninistische Partei Deutschlands, MLPD) es un partido político comunista fundado en 1982, que se define como maoísta y antirrevisionista. Carece de representación parlamentaria.

### Partidos regionalistas
- El Partido de Baviera (Bayern-Partei, BP) es un partido regionalista-separatista bávaro. Después de lograr ciertos éxitos en los primeros años de la República Federal (con el 17,9% en las elecciones regionales bávaras de 1950), desde inicios de los años 60 su electorado pasó casi completamente a la CSU, por lo que el BP se quedó sin representación parlamentaria. En las elecciones federales de 2013, consiguió el 0,1% de los votos, al igual que en las elecciones federales de 2017.  A escala europea, el BP está inscrito en la Alianza Libre Europea.

### Otros partidos
- El Partido Ecológico-Democrático (Ökologisch-Demokratische Partei, ÖDP) es un pequeño partido ecologista que se separó de Los Verdes a principios de la década del 1980. No tiene escaños en ningún estado federado, pero cuenta con varios diputados locales, particularmente en Baviera, donde además repetidamente promovió iniciativas populares.
- El Partido Pirata de Alemania (Piratenpartei Deutschland, PIRATEN) es un partido político creado en 2006, basado en el modelo del Piratpartiet de Suecia. Tuvo entre 2011 y 2017 representación en cuatro parlamentos regionales (Berlín, Renania del Norte-Westfalia, Sarre y Schleswig-Holstein).
- Los Electores Libres (Freie Wähler, FW) son un conjunto de asociaciones que se presentan a elecciones municipales y regionales sin tener el estatus oficial de partido. Sus programas son heterogéneos, basados sobre todo en reivindicaciones locales. Son especialmente fuertes en Baden-Württemberg, donde les pertenece el 44% de todos los ediles municipales, y en Baviera, donde en 2008 entraron en el parlamento regional con el 10,2% de los votos, manteniendo su representación tras las elecciones bávaras de 2013 y 2018. Desde 2018 los FW gobiernan en Baviera como socios de la CSU.
- Los Republicanos (Die Republikaner, REP) son un partido conservador con tendencias nacionalistas que escindió en 1983 del ala derechista de la CSU. A pesar de no tener escaños en ningún estado federado, cuenta con varios diputados locales. En las elecciones federales de 2013, los Republicanos consiguieron el 0,2% de votos.

## Listado completo de partidos
- Wikipedia en alemán